# Philippe Humeau
Philippe Humeau est un facteur de clavecin français.

## Biographie
Alors qu'il est employé de banque, Philippe Humeau découvre un jour le métier en rencontrant un facteur d'orgue et se prend au jeu de la fabrication en 1972. D'abord autodidacte, il perfectionne chaque partie du travail de construction d'un instrument.
Son épouse, Florence, peintre et musicienne, effectue les décors des clavecins.
Son atelier est à Barbaste, en Lot-et-Garonne.
Après 47 années d'activité, Philippe Humeau a cessé de fabriquer des clavecins en 2019 ; il « compte développer des projets pédagogiques par une nouvelle activité de conférencier ».

## Discographie
Certains interprètes sont fidèles aux instruments de Philippe Humeau, notamment Pierre Hantaï et Jordi Savall. Voici quelques disques qui font sonner ses clavecins :
- Domenico Scarlatti, Sonates pour clavecin – Pierre Hantaï, clavecin Philippe Humeau 1977 (1992, Astrée E 8502)
- Girolamo Frescobaldi, Partite et toccate – Pierre Hantaï, clavecin Philippe Humeau 1980 (1996, Astrée E8585)
- Jean-Sébastien Bach, Transcriptions pour clavecin – Benjamin Alard, clavecin Philippe Humeau (2007, Éditions Hortus)
- Jean-Philippe Rameau, transcriptions : Les Indes galantes ; Platée ; Zoroastre ; Les paladins ; Pygmalion ; Hippolyte et Aricie ; Dardanus ; Les fêtes d’Hébé ; Pièces de clavecin en concerts – Pierre Hantaï et Skip Sempé, clavecins Laurent Soumagnac (2008) ; et Philippe Humeau (1983) d’après Antoine Vater, Paris 1738 ; Philippe Humeau 2006, d’après Christian Zell, Hambourg 1728 (juillet/décembre 2011, Mirare MIR 164)
- Girolamo Frescobaldi, Intavolatura di Cimbalo – Yoann Moulin, clavecin italien de Philippe Humeau 2012, virginal de Jean-François Brun, copie d’un anonyme italien de 1626 (2017, Encelade ECL1601)
- Domenico Scarlatti, Zones : Sonates - Lillian Gordis, clavecin Philippe Humeau 1999 (2019, Paraty, PTY 919180)
- Toccata : de Claudio Merulo à Jean-Sébastien Bach - Andrea Buccarella, 4 clavecins de Philippe Humeau : petit clavecin italien (42 notes C/E-la3; 8' et 4') 2005 ; grand clavecin italien (58 notes GG-e3; 2 X 8') ; Hans Rückers 1615, copie en 2000 (50 notes BB/GG-do3; 2 X 8' et 1 X 4') ; Johan Heinrich Gräbner, Dresde 1722, copie en 2014 (58 notes FF-ré3; 2 X 8' et 1 X 4') (2019, Ricercar RIC 407).
- Jean-Sébastien Bach, Inventions et Sinfonies – Elisabeth Joyé, clavecin Philippe Humeau 1993, d'après un instrument de Carl Conrad Fleischer à Hamburg 1720 (Alpha 2001)
- François Couperin, la Sultanne, Préludes et Concerts Royaux – A. Bernardini, F. Fernandez, E. Balssa, F. Guerrier, E. Joyė, clavecin franco allemand Philippe Humeau 2001 ; clavecin d'après Christian Vater, Hannover 1738, Philippe Humeau (2003) (2003, Alpha)
- Johann Caspar Ferdinand Fischer, Uranie — Elisabeth Joyé, clavecin Philippe Humeau 1993, d'après un instrument de Carl Conrad Fleischer à Hamburg 1720 (2014, L'Encelade)
- François Couperin, Couperin l’alchimiste, Un petit théâtre du monde – clavecin Philippe Humeau, copie d’un modèle français fin xviie siècle anonyme/Barbaste, 1977, ravalement, 2006 ; Isabelle Saint-Yves, basse de viole (mai 2017, 2 CD Harmonia Mundi 902375.76)
- Jean-Sébastien Bach, Flauto accompagnato – Élisabeth Joyė, Patrick Beuckels, clavecin Franco-allemand Philippe Humeau 2001 (2019, Hortus)

## Vidéographie
- Ricercar documentaire d’Henry Colomer (Les Films du Paradoxe, 2010) Durée : 53 min[4]. Avec Philippe Humeau, Émile Jobin, Yoann Moulin, François Guerrier et Kris Verhelst.